# Colt New Line
Colt New Line (новая линия) — семейство компактных револьверов одинарного действия, выпускавшееся компанией Colt’s Patent Fire Arms Manufacturing Company в 1873—1884 годах.
Представленное в 1873-74 годах семейство револьверов New Line включало модели различных калибров, имевших рамки разного размера, но аналогичную конструкцию.

## История
После завершения срока действия патента Ролина Уайта в 1870 году, фирма Colt приступила к разработке револьверов под унитарные патроны.
Прежде всего, были предложены конверсии из капсюльных револьверов Colt основных моделей, находящихся в то время в производстве. А первыми револьверами компании Colt, изначально разработанными под унитарные патроны, стали Colt House .41 калибра и Colt Open Top Pocket Model .22 калибра. Производство крупного револьвера Colt Open Top калибра .44 Henry, началось только в 1872 году, а уже в 1873 появился знаменитый Colt Single Action Army, принятый армией США.
В 1873-74 годах были представлены револьверы Colt New Line различных калибров. С изменениями, они выпускались до 1884 года , когда Colt прекратил их производство, не выдержав конкуренции с многочисленными американскими производителями, предлагавшими хотя и не такие качественные, но намного более дешевые карманные револьверы.
Как и многие модели револьверов Colt, New Line получили ставшие широко известными торговые названия от крупного дистрибьютора продукции Colt Бенджамина Киттреджа (Benjamin Kittredge).
.22 калибра — Baby Colt (малыш Кольт)
.30 калибра — Pony Colt (пони Кольт)
.32 калибра — Ladies Colt (дамский Кольт)
.38 калибра — Pet Colt (питомец Кольт)
.41 калибра — Big Colt (большой Кольт)

## Описание конструкции
Револьверы Colt New Line производились под патроны калибров .22, .30, .32, .38 и .41, кольцевого и центрального воспламенения. Рамки и барабаны револьверов имели разные размеры в зависимости от калибра, но одинаковую конструкцию.

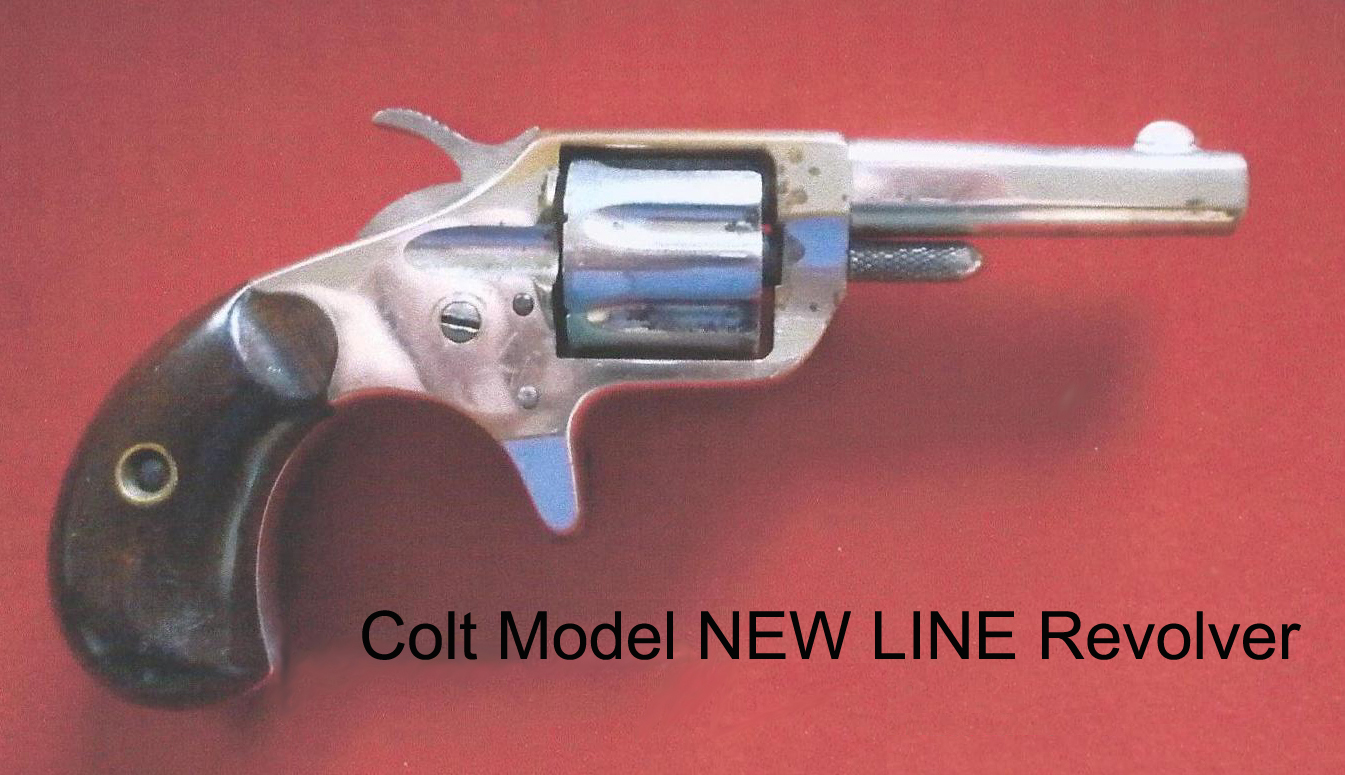
Colt New Line .22 калибра второго поколения. Видно окно перезарядки без дверцы.

Характерной чертой New Line, стала прочная замкнутая сверху рамка, похожая на рамку револьвера Colt House, с круглой крышкой на левой стороне, закреплённой сквозным винтом с левосторонней резьбой, сняв которую, можно было получить доступ у ударно-спусковому механизму. Рамки револьверов .22 калибра латунные с никелированием, остальных стальные. На большинстве револьверов Colt New Line не было предусмотрено дверцы окна перезарядки, при спущенном или полностью взведённом курке каморы барабана не совпадают с окном, что не позволяет патронам случайно выпасть из барабана, совместить камору и окно можно только установив курок в среднее положение для перезарядки. На поздних револьверах всё же появилась подпружиненная дверца на окне перезарядки, аналогичная другим моделям револьверов Colt. Спусковой крючок полускрытый, как и многие карманные револьверы того времени, New Line не имеют спусковой скобы. Рукоятки револьверов имеют своеобразную форму «птичьей головы», накладки как правило из палисандрового дерева, редко перламутр или слоновая кость.

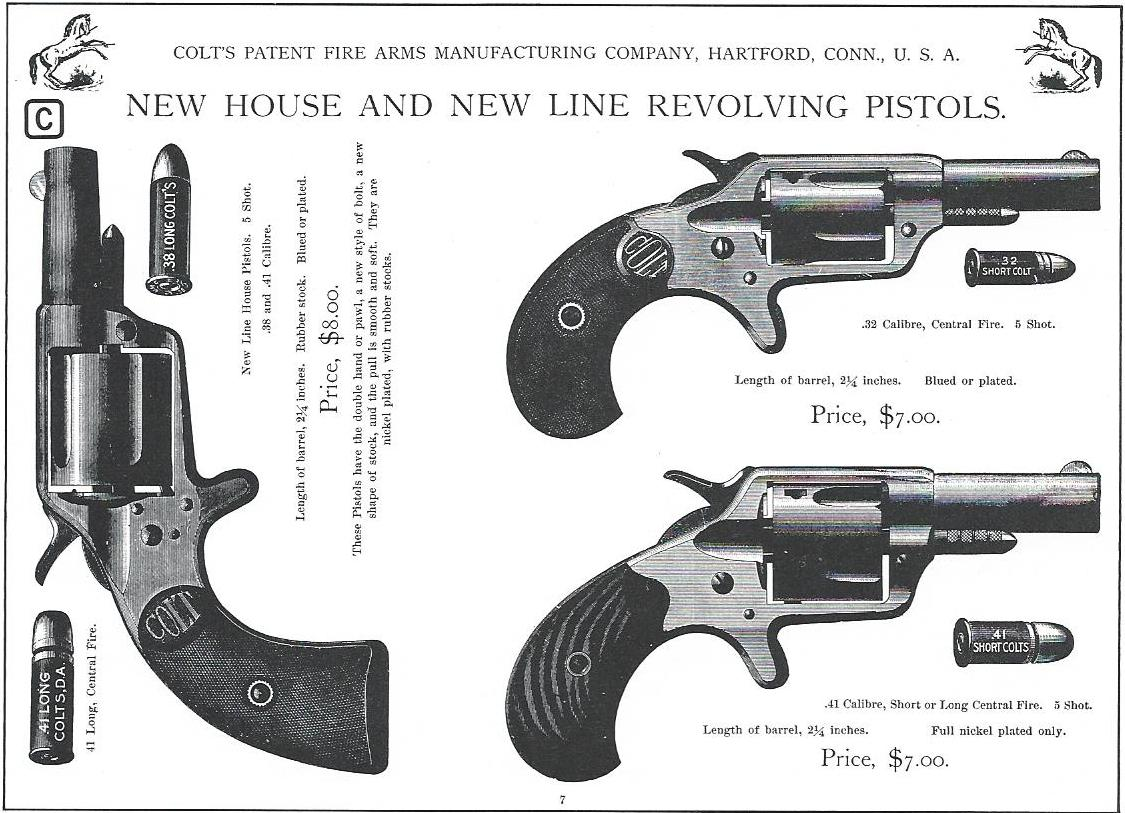
Старинная газетная реклама 1880-х годов револьверов Colt New House и Colt New Line .38 и .41 калибров. На рисунке изображены револьверы Colt New Line первого поколения с короткими долами на барабанах.

Стволы револьверов круглого сечения, конические, у моделей .22 калибра с плоскими гранями по бокам. Длина ствола чаще всего 2 ¼ дюйма, реже 4 дюйма, иногда 1 ¾ дюйма. На револьверы не устанавливались экстракторы, характерные для более крупных моделей. Прицельные приспособления включают полукруглую мушку на стволе и целик в виде канавки на верхней поверхности рамки револьвера.
Барабан у револьвера Colt New Line .22 калибра на семь патронов, у всех вариантов других калибров на пять. Размеры барабанов как и рамок отличаются, в зависимости от калибра револьвера. У револьверов первого поколения пазы останова барабана на его наружной поверхности, у второго на задней, между камор.
Револьверы Colt New Line предлагались воронёные или покрытые никелем, иногда в подарочном исполнении с ручной гравировкой.

## Варианты

### Первое поколение
Револьверы первого поколения выпускались под патроны кольцевого воспламенения калибров .22, .32RF, .38RF. и .41 Colt. Характерной чертой этих револьверов были короткие долы на внешней поверхности барабана и расположенные за ними пазы останова.

### Второе поколение
Во втором поколении были добавлен калибр .30RF кольцевого воспламенения, а также калибры центрального воспламенения .32 Long Colt, .38 Long Colt и .41 Short Colt. Долы стали длинными, а пазы останова были перемещены на заднюю поверхность барабана. На поздних револьверах была добавлена подпружиненная дверца на окне перезарядки.

## Colt New House и Colt New Police

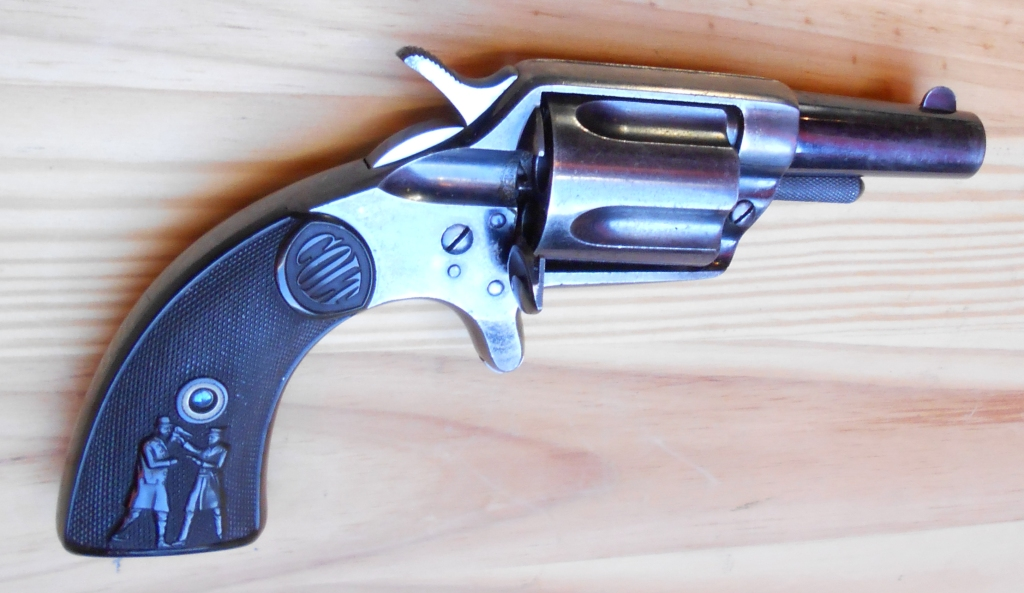
Револьвер Colt New Police. Видна открытая дверца окна перезарядки и эбонитовые накладки на рукоять с изображением противостояния полицейского и бандита.

Представленный в 1880 году револьвер Colt New House стал развитием серии New Line, отличаясь от неё в основном изменённой формой рукоятки, ставшей угловатой, более характерной для служебных револьверов. Удлинённый барабан позволил использовать новый более длинный патрон .41 Long Colt, также были доступны варианты калибров .38 long Colt и .32 Long Colt.
Накладки рукоятки из эбонита (твёрдая резина, английский термин Hard rubber) с логотипом Colt, длина ствола 2 ¼ дюйма. Как и поздние Colt New Line, New House имеет подпружиненную дверцу на окне перезарядки. Револьвер производился до 1885 года.

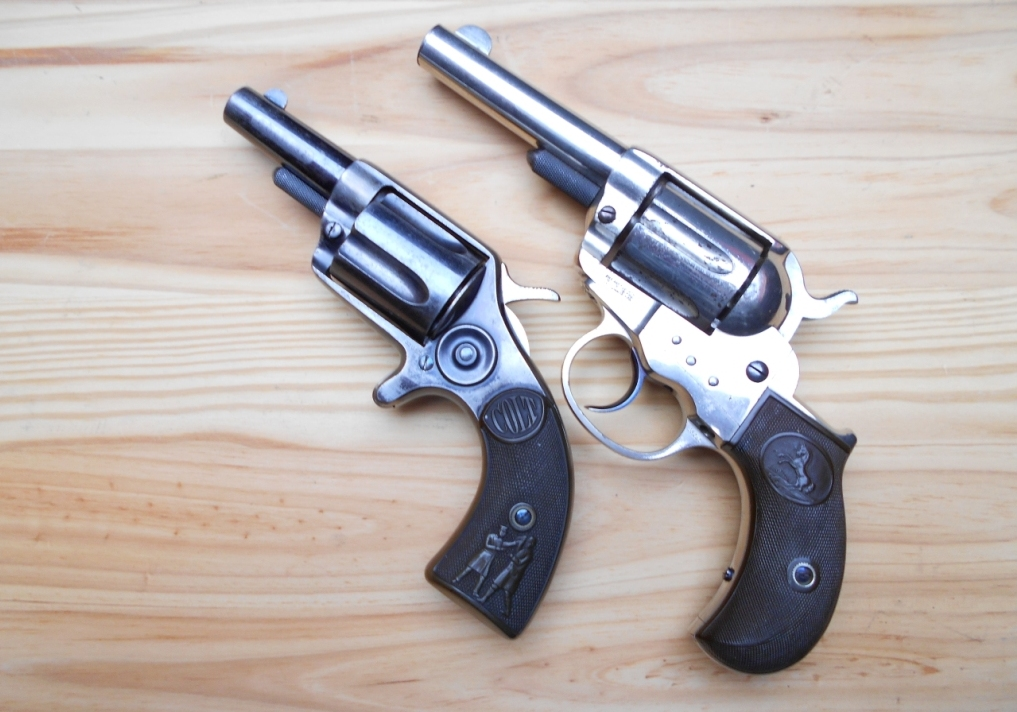
Colt New Police в сравнении с более крупным револьвером Colt M1877.

В 1882 году был выпущен револьвер, получивший название Colt New Police (не путать с Colt New Police образца 1896 года). Фактически, он представлял собой New House, отличаясь кроме маркировки новыми накладками рукоятки, также сделанными из эбонита, но с изображением схватки полицейского с бандитом, отсюда неофициальное название револьвера «Cop & Thug» (полицейский и бандит). Colt New Police предлагался со стволом 2 ¼ дюйма без экстрактора, но были также варианты с длинными стволами 4 ½ , 5 и 6 дюймов, оснащённые экстрактором, имевшим характерное для револьверов Colt устройство. Выпуск револьвера продолжался до 1886 года.